# Sonnet 3
Look in thy glass and tell the face thou viewest

Now is the time that face should form another,

Whose fresh repair if now thou not renewest,

Thou dost beguile the world, unbless some mother.

For where is she so fair whose uneared womb

Disdains the tillage of thy husbandry?

Or who is he so fond will be the tomb

Of his self-love, to stop posterity?

Thou art thy mother’s glass, and she in thee

Calls back the lovely April of her prime;

So thou through windows of thine age shalt see,

Despite of wrinkles, this thy golden time.

     But if thou live rememb’red not to be,

     Die single, and thine image dies with thee.
— William Shakespeare
Traduction de François-Victor Hugo
Précédent Suivant
Le Sonnet 3 est l'un des 154 sonnets écrits par le dramaturge et poète William Shakespeare.

## Texte original
Texte et typographie originale :
Looke in thy glaſſe and tell the face thou veweſt,

Now is the time that face ſhould forme an other,

Whoſe freſh repaire if now thou not reneweſt,

Thou doo'ſt beguile the world,vnbleſſe ſome mother.

For where is ſhe ſo faire whoſe vn-eard wombe

Diſdaines the tillage of thy huſbandry?

Or who is he ſo fond will be the tombe,

Of his ſelfe loue to ſtop poſterity?

Thou art thy mothers glaſſe and ſhe in thee

Calls backe the louely Aprill of her prime,

So thou through windowes of thine age ſhalt ſee,

Diſpight of wrinkles this thy goulden time.

   But if thou liue remembred not to be,

   Die ſingle and thine Image dies with thee.

## Signification du poème
Dans ce sonnet, William Shakespeare conseille vivement celui dont il est question à avoir une descendance. D'une part, il rappelle au ciblé du poème que l'enfant qu'il mettrait au monde serait une copie de lui-même et que mourir sans descendance viendrait à dire que son image disparaîtrait en même temps que lui et pour toujours. Pour le poète, la beauté de l'intéressé proviendrait du charme de sa propre mère. D'autre part, ce que Shakespeare appelle "golden time" (idée de moment magique dans la vie de parents) permet de rappeler à l'intéressé, qu'il faut qu'il donne à celle qu'il épousera ("thy husbandry") cette chance d'avoir un enfant,.

## Traduction en prose
Par François-Victor Hugo :
Lorsque quarante hivers assiégeront ton front et creuseront des tranchées profondes dans le champ de ta beauté, la fière livrée de ta jeunesse, si admirée maintenant, ne sera qu’une guenille dont on fera peu de cas.

Si l’on te demandait alors où est toute ta beauté, où est tout le trésor de tes jours florissants, et si tu répondais que tout cela est dans tes yeux creusés, ce serait une honte dévorante et un stérile éloge.

Combien l’emploi de ta beauté mériterait plus de louange, si tu pouvais répondre : « Ce bel enfant né de moi sera le total de ma vie et l’excuse de ma vieillesse ; » et si tu prouvais que sa beauté est tienne par succession !

Ainsi tu redeviendrais jeune alors que tu vieillirais, et tu verrais se réchauffer ton sang quand tu le sentirais se refroidir.

## Traduction en vers
Par Fernand Henry :
Regarde s'imprimer tes traits sur ton miroir

Et dis-leur qu'il leur faut créer une autre image,

Si tu ne veux causer au monde un grand dommage

Et laisser une mère en proie au désespoir.

Quelle femme, en effet, pourrait ne pas vouloir

Offrir ses flancs de vierge à ton doux labourage ?

Qui serait assez fou pour avoir le courage

De descendre au tombeau tout seul, sans s'émouvoir ?

Toi-même, n'es-tu pas le miroir où ta mère

Revit avec bonheur sa jeunesse éphémère ?

C'est ainsi qu'en dépit des rides de demain

Tu verras ton printemps à travers ta vieillesse.

Mais si tu veux l'oubli, sois rebelle à l'hymen,

Et tu t'aboliras dans la mort vengeresse.